# Giżycko (gemeente)
De gemeente Giżycko is een landgemeente in het Poolse woiwodschap Ermland-Mazurië, in powiat Giżycki.
De zetel van de gemeente is in Giżycko.
Op 30 juni 2004 telde de gemeente 7642 inwoners.

## Oppervlaktegegevens
In 2002 bedroeg de totale oppervlakte van gemeente Giżycko 289,76 km², waarvan:
- agrarisch gebied: 49%
- bossen: 15%

De gemeente beslaat 25,9% van de totale oppervlakte van de powiat.

## Demografie
Stand op 30 juni 2004:
| Omschrijving                   | Totaal | Totaal | Vrouwen | Vrouwen | Mannen | Mannen |
| ------------------------------ | ------ | ------ | ------- | ------- | ------ | ------ |
| eenheid                        | aantal | %      | aantal  | %       | aantal | %      |
| inwoners                       | 7642   | 100    | 3799    | 49,7    | 3843   | 50,3   |
| bevolkingsdichtheid (inw./km²) | 26,4   | 26,4   | 13,1    | 13,1    | 13,3   | 13,3   |

In 2002 bedroeg het gemiddelde inkomen per inwoner 1813,71 zł.

## Administratieve plaatsen (sołectwo)
Antonowo, Bogacko, Bogaczewo, Bystry, Doba, Gajewo, Grajwo, Guty, Kąp, Kamionki, Kożuchy Wielkie, Kruklin, Pieczonki, Pierkunowo, Sołdany, Spytkowo, Sterławki Małe, Sulimy, Szczybały Giżyckie, Świdry, Upałty, Upałty Małe, Wilkasy, Wilkaski, Wronka, Wrony.

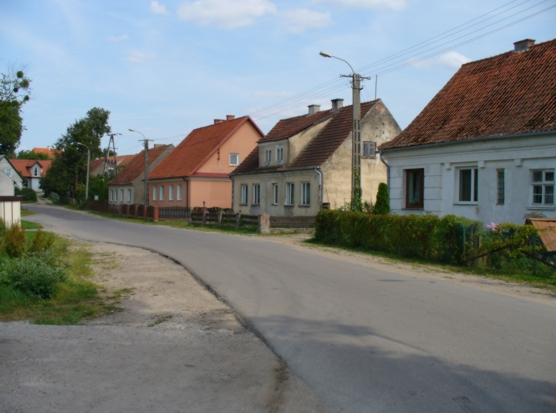
Kruklin
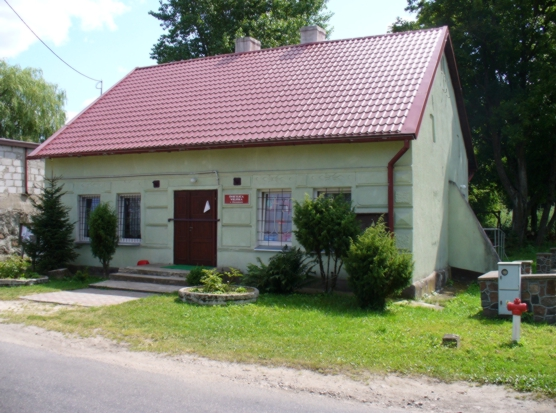
Pieczonki (1)
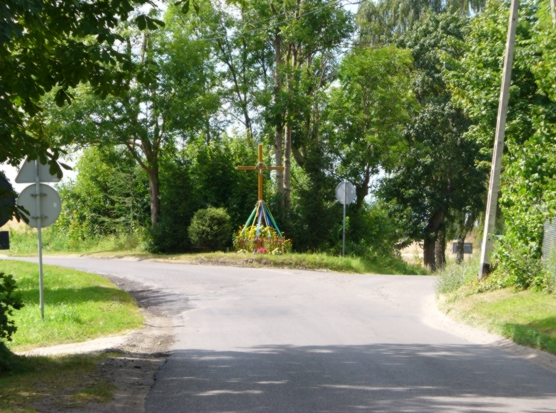
Pieczonki (2)

## Overige plaatsen
Wola Bogaczkowska, Dziewiszewo, Fuleda, Kożuchy Małe, Nowe Sołdany, Zielony Gaj, Sterławki Średnie, Gorazdowo, Strzelce, Kalinowo, Piękna Góra, Wrony Nowe.

## Aangrenzende gemeenten
Kętrzyn, Kruklanki, Miłki, Pozezdrze, Ryn, Węgorzewo, Wydminy